# Aligot de Socotra
L'aligot de Socotra (Buteo socotraensis) és una espècie d'ocell de la família dels accipítrids (Accipitridae), considerat sovint una subespècie de Buteo buteo. Habita l'illa de Socotra, a l'oceà Índic. El seu estat de conservació es considera vulnerable.